# CLAMP
CLAMP（クランプ）は、大川七瀬、いがらし寒月、猫井椿、もこなの4人からなる日本の女性漫画家集団。
1989年に『サウス』（新書館）掲載の『聖伝-RG VEDA-』でデビュー。代表作に『カードキャプターさくら』、『XXXHOLiC』などがある。

## 来歴
関西の同人グループとして活動を始め、1989年、『サウス』3号の『聖伝-RG VEDA-』で商業誌デビュー（同年の『月刊ウィングス』9月号より連載開始）。結成された当初は漫画の同人に限らず、8ミリビデオでの映画撮影や洋服作り等を行う計画もあった。デビューとほぼ同時に大阪から東京へ引っ越す。『聖伝』は大ヒットし、出版元である新書館は当時「高河ゆんで倉庫を建て、CLAMPで本社ビルを建てた」と言われた。
商業誌デビュー後も漫画家の枠にとどまらずCLAMP原作でないドラマのサウンドトラックのジャケットデザインやアイドルのブレーンを手がけるなどマルチな活動をしている。
著名な作品として『東京BABYLON』『CLAMP学園探偵団』『X』『魔法騎士レイアース』『カードキャプターさくら』『XXXHOLiC』『ツバサ-RESERVoir CHRoNiCLE-』などがある。2001年、『カードキャプターさくら』により第32回星雲賞コミック部門受賞。またキャラクターのデザインを『コードギアス 反逆のルルーシュ』『創竜伝』などに提供している。
2016年1月現在マネジメント兼ライツ管理企業として『四月一日』（わたぬき）を設立し、作品のライツ管理を中心に事業を展開している。

## メンバー
2009年現在のメンバーは以下の女性4人。4人とも2004年に商業デビュー15周年を機に改名したが、2008年3月に大川のみ「緋芭（あげは）」から旧名の「七瀬」へと戻した。
なお、CLAMPにはアシスタントはおらず、ストーリー担当の大川七瀬を除いた3人ですべてを描いている。
大川 七瀬（おおかわ ななせ）（旧名：大川緋芭）
1967年5月2日、大阪府出身。
血液型はA型。
大学時代の専攻は『八犬伝』で、過去に八犬伝をモチーフにした作品『破軍星戦記』を『KID's』において連載していたが、同誌の廃刊に伴って打ち切りとなったことがある。作品がアニメ化される際も、脚本として参加することが多い。
いがらし 寒月（- さつき）（旧名：五十嵐さつき）
1969年2月8日、京都府生まれの滋賀県出身。
血液型はA型。
猫井 椿（ねこい つばき）（旧名：猫井みっく）
1969年1月21日、京都府出身。
血液型はO型。
もこな（旧名：もこな あぱぱ）
1968年6月16日、京都府出身。
血液型はA型。
着物を日常的に着用しており、年を追うごとに着物の描写が精密かつ正確なものになっている。
過去には、中森かずえ、秋山たまよ、聖りいざ（後に伊庭竹緒へ改名）、七穂せい、日鷺総司、お・きょん、大海神哉、井上譲などが在籍していた。なお、商業デビュー時点では現メンバーの4人に前記のうち秋山たまよ、聖りいざ、七穂せいの3人を加えた7人がメンバーであった。

## 作風
- 2000年頃を境にそれまで頻繁だったスクリーントーンの使用が激減し、すっきりした線画で描かれるようになっている。
- 「物事は偶然ではなく必然で動く」「死んだ者が生き返ることは決して無い」という世界観、舞台設定上東京タワーがキーとなる作品が多いこと、武道を得意とするキャラクターがよく登場することなどが特徴として挙げられる。
- 作品中においては、主人公が魔法などの特別な力を持っていながら、その力は日常においては使わず必要な時にだけ使うという考え方、つまり特別な力を持つ自分自身を特別な存在だと思わず、自分が身を置く世界で魔法などの力は非日常ではなく日常だという考え（この考えは『東京BABYLON』の作中で、霊能力に溺れる3人の少女に対して桜塚星史郎が説教）をほぼ貫徹している。[要出典]
- 作品中における演出として、主人公が今後の出来事を示唆する夢を見、途中で目が覚める、狂言回しに相当するキャラクターが物語の核心に迫る発言をし、何らかの理由で中断するといった手法を多用する。
- キャラクターを別作品に再登場させることがある。スター・システムを用いて、「異世界の同一人物」としている場合もある。違う状況なら異なる人生で異なる幸せがあったかもしれないという考え方は当初は必要ないと考えていたが、年月を経る中でありだと思うようになったという[9]。再登場させるとどうしても以前の登場時と重ねて見られるため、本当は全て新キャラクターにした方が楽とも語っている[9]。
- 隻眼もしくはオッドアイの設定を持つ（ようになる）キャラクターが多く登場している。
- 絵柄は作品の内容によって頻繁に描き分けている。『XXXHOLiC』などの近年の作品では、頭身の高いキャラクターを描くようになった。
  - 出版物によっては稀に、イラストの著作者として個人名義で表記されていることがあり、作画担当の3名の絵柄に差があることが窺える。
  - 作画担当の3名の作画体制は明らかにされていないが、唯一、マスコットキャラクターとも言える「モコナ」は猫井椿が描いていることが明らかにされている。
- 俗に言うLGBT要素がふんだんに描かれており、また一部を除いたほぼ全ての作品の登場人物に毒親が登場することがある。

## 名前の由来
高校時代、大川七瀬と秋山たまよはサークル「うしろ指さされ組」、もこなと猫井椿といがらし寒月はもう1人とサークル「Zぷろじぇくと」として活動していた。
大阪の同人誌即売会ドリーム・コミック（ドリコミ）で大川はスタッフを務めていた。当時同人誌業界で大人気だった高河ゆんがドリコミに来た時、2スペースのはずが1スペースしかなく、このままではさばききれなかったため、スタッフだった大川やもこなたちが1スペースを確保するために、新たなサークルを急遽作った。当時は50音順に配置されていたため、高河の「CLUB/Y」の横になるためには、CLAからCLUの間で名前を付けなければならず、友達の1人が辞典で調べて「CLAMP」と言う名前を付けたのが最初である。
そういう経緯があったため、本を作るよりも友達同士が集まって遊ぶ集まりではあったが、一度くらい本をつくろうと1987年7月、同人誌『新宿純愛物語』を出した。ジャンルが『魔王伝』だったのは、当時『魔王伝』の同人誌を描いていた高河ゆんが経緯となったためであり、菊地秀行のファンだったからでもある。1988年から1990年にかけては、オリジナル同人誌『SHOTEN（笑点）』シリーズを出版する。それぞれのメンバーが好きな作品を公平に出していこうとしたため、毎回違う作品のパロディを出していた。
作品の著者表記に、権利所持の観点では不利になる団体名「CLAMP」を使用している（個人名および連名は死後70年保護されるが、団体名義は公表から70年の保護となり、短くなる）。

## 作品リスト

### 商業デビュー以前
括弧内はモチーフにした作品と発行年月日。
- 新宿純愛物語（『魔王伝』 1987年7月19日）
- 孔雀明王陀羅尼（『孔雀王』 1987年11月3日）
- よいこの聖闘士大百科（『聖闘士星矢』 1987年12月13日）
- POTATO CLUB（『キャプテン翼』 1988年4月17日）
- 銀河英雄伝説殺人事件（『銀河英雄伝説』 1988年5月1日）
- 聖伝 〜DISCO VERSION〜（オリジナル 1988年6月16日）
- 必勝! 田中芳樹先生攻略法（『創竜伝』・『銀河英雄伝説』 1988年7月10日）
- アーシアンと遊ぼう! ピンポンパン（『アーシアン』 1988年8月13日）
- SHOTEN 〜笑点〜（オリジナル 1988年10月10日）
- カルラ盆踊り!（『カルラ舞う!』 1988年10月23日）
- SHOTEN2（オリジナル 1988年12月25日）
- 風雲! サムライトルーパー城（『鎧伝サムライトルーパー』 1989年1月15日）
- SHOTEN3（オリジナル 1989年3月21日）
- 聖伝傑作集（オリジナル 1989年3月25日）
- Break Shot Instruction（『ブレイクショット』 1989年4月19日）
- SHOTEN 別冊（オリジナル 1989年5月3日）
- I wanna be a only one - SHOTEN4（オリジナル 1989年8月13日）
- 私の秘密兵器（『天空戦記シュラト』 1989年10月29日）
- SHOTEN5（オリジナル 1989年12月23日）
- ハート2分の巨人の星（『巨人の星』 1990年7月22日）
- SHOTEN6（オリジナル 1990年11月11日）
- 神曲 - Divina Commedia in Devilman（『デビルマン』 1991年4月21日）

### 商業デビュー以後
太字の作品はメディアミックスされた作品。括弧内は連載時（コミックス描き下ろしは初版発行時）の出版社・連載（発行）年。
- デライド -界境天秤の月-（新紀元社 1989年） - 商業誌ベースでの単行本1冊目。後の新装版は秋山たまよのみの名義。
- 破軍星戦記（ふゅーじょんぷろだくと）（KID's連載 1989年 - 1990年 未完）
- 聖伝-RG VEDA-（新書館 1989年-1996年）
- 20面相におねがい!!（角川書店 1989年-1991年）
- CLUSTER （新紀元社 1991年 - 2002年） - 初版では作者名にCLAMPとも記されていたが、その後秋山たまよのみの名義となる。
- COMBINATION（光文社 1991年 - 1992年） - 後に聖りいざのみの名義となり続編も現在6巻まで刊行されている。
- 東京BABYLON（新書館 1990年 - 1993年）
- 学園特警デュカリオン（角川書店 1991年 - 1993年）
- 白姫抄（光文社 1992年）
- CLAMP学園探偵団（角川書店 1992年 - 1993年）
- X（角川書店 1992年 - 休載中）
- 新・春香伝（白泉社 1992年）
- REX 恐竜物語（角川書店 1993年） - 畑正憲原作
- 不思議の国の美幸ちゃん（角川書店 1993年 - 1995年）
- 魔法騎士レイアース（講談社 1993年 - 1995年）
  - 魔法騎士レイアース2（講談社 1995年 - 1996年）
- わたしのすきなひと（角川書店 1993年 - 1995年）
- 左手（新書館 1994年）
- もこなおうじょのえほん 〜おはなばたけのぎゃくしゅう〜（角川書店 1994年）
- 水都の四兄弟 創竜伝・外伝（角川書店 1994年）
- Wish（角川書店 1995年 - 1998年）
- カードキャプターさくら（講談社 1996年 - 2000年）
  - カードキャプターさくら クリアカード編（講談社 2016年 - 2023年）
- CLOVER（講談社 1997年 - 休載中）
- すき。だからすき（角川書店 1999年 - 2000年）
- ANGELIC LAYER（角川書店 1999年 - 2001年）
- ちょびっツ（講談社 2000年 - 2002年）
- 合法ドラッグ（角川書店 2000年 - 2003年）
  - ドラッグ＆ドロップ（角川書店 2011年 - 休載中）
- かきょうのちきゅうせいふくにっき（2002年）
- XXXHOLiC[10]（講談社 2003年 - 2011年）
  - XXXHOLiC・戻（講談社 2013年 - 連載中）
- ツバサ-RESERVoir CHRoNiCLE-（講談社 2003年 - 2009年）
  - ツバサ-WoRLD CHRoNiCLE-ニライカナイ編（講談社 2014年 - 2016年）
- ソエルとラーグ モコナ=モドキの冒険（講談社 2004年）
- こばと。（角川書店 2006年 - 2011年）
- GATE 7（集英社 2011年 - 休載中）
- HiGH&LOW g-sword（講談社 2017年）

#### 個人名義
- DERAYD（新紀元社、作画・秋山たまよ、原作・大川七瀬）
- 恋（新書館、原作・大川七瀬） - 岡崎武士作画

### イラストレーション

#### 小説
- スピリッツ・ガールはお年頃（角川書店 1989年）
- 創竜伝（文庫版）（講談社 1993年 - 、原画集が2004年に刊行）
- NIGHT HEAD（小説版/単行本）（角川書店 1993年（1巻）、1994年（2巻））
- CLAMP学園怪奇現象研究会事件ファイル（角川書店 1996年）
- KEI夜明けのヴァンパイア（角川書店 2000年12月）
- おしろい蝶々（角川書店 2001年2月）
- 呪の血脈（富士見ミステリー文庫 2004年2月）
- 撲殺天使ドクロちゃん です（メディアワークス 2006年6月）
- 魔女館シリーズ（青い鳥文庫 2006年6月15日 - 2011年10月8日）
- xxxHOLiC アナザーホリック ランドルト環エアロゾル（西尾維新 講談社 2006年8月1日）
- 舞姫・うたかたの記（森鷗外 角川文庫 2008年6月25日）
- 山椒大夫・高瀬舟・阿部一族（森鴎外 角川文庫 2008年6月25日）
- 神々シリーズ（あさのあつこ 講談社 2009年10月1日 - 2013年10月29日）
- おもしろい話が読みたい! マジカル編（アンソロジー 青い鳥文庫 2010年8月5日）
- ピーター・パンとウェンディ（ジェームス・マシュー・バリー 青い鳥文庫 2010年11月16日）
- BLOOD-C（藤咲淳一 角川ホラー文庫 2011年9月30日）
- BLOOD‐C The Last Dark（藤咲淳一 角川ホラー文庫 2012年5月30日）
- ロジック・ロック・フェスティバル Logic Lock Festival 探偵殺しのパラドックス（中村あき 星海社FICTIONS 2013年11月15日）
  - トリック・トリップ・バケーション Trick Trip Vacation 虹の館の殺人パーティー（中村あき 星海社FICTIONS 2017年11月16日）
  - ラスト・ロスト・ジュブナイル Last Lost Juvenile 交錯のパラレルワールド（中村あき 星海社FICTIONS 2017年12月16日）
- ハケンアニメ!（辻村深月 マガジンハウス 2014年8月22日）

#### トレーディングカードゲーム
- モンスターコレクション（富士見書房）
- アクエリアンエイジ（ブロッコリー）
- ディメンション・ゼロ（ブロッコリー）
- 三国志大戦（セガ 2005年 - ）
- CLAMP in CARDLAND（アッパーデックジャパン 2007年 - ）

### イラスト集・原画集・設定集
- 聖伝ILLUSTRATIONS 非天夢魔（新書館、1991年6月25日初版発行）ISBN 4-403-61260-1
- 魔法騎士レイアース 原画集（講談社、1995年3月25日第1刷発行）ISBN 4-06-324513-6
- 魔法騎士レイアース 設定資料集（講談社、1996年3月28日第1刷発行）ISBN 4-06-319688-7
- 東京BABYLON 写真集（新書館、1996年4月25日初版発行）ISBN 4-403-65008-2
- 魔法騎士レイアース2 原画集（講談社、1996年5月10日第1刷発行）ISBN 4-06-324517-9
- カードキャプターさくら イラスト集（講談社、1998年7月28日第1刷発行）ISBN 4-06-324525-X
- X illustrated collection X [ZEφRO]（角川書店、2000年3月31日初版発行）ISBN 4-04-853168-9
- カードキャプターさくら イラスト集2（講談社、2000年4月26日第1刷発行）ISBN 4-06-324531-4
- カードキャプターさくら イラスト集3（講談社、2000年12月26日第1刷発行）ISBN 4-06-324534-9
- カードキャプターさくら メモリアルブック（講談社、2001年2月27日第1刷発行）ISBN 4-06-324535-7
- 聖伝イラスト集 天魔劫火（新書館、2001年5月10日初版発行）ISBN 4-403-65014-7
- Wish 〜ずっといっしょにいてほしい〜メモリアルイラスト集（角川書店、2001年12月31日初版発行）ISBN 4-04-853386-X
- CLAMPノ絵シゴト NORTH SIDE Since 1989-2002（講談社、2002年8月21日初版発行）ISBN 4-06-334592-0
- CLAMPノ絵シゴト SOUTH SIDE Since 1989-2002（角川書店、2002年8月21日初版発行）ISBN 4-04-853542-0
- YOUR EYES ONLY ちぃフォトグラフィクス（講談社、2003年1月29日第1刷発行）ISBN 4-06-334670-6
- 創竜伝原画集（講談社、2004年5月29日第1刷発行）ISBN 4-06-334901-2
- X illustrated collection 1 X φ[ZERO]＜new version＞（角川書店、2005年12月1日初版発行）ISBN 4-04-853894-2
- X illustrated collection 2 X ∞[INFINITY]（角川書店、2005年12月1日初版発行）ISBN 4-04-853895-0
- ツバサ原画集―ALBuM De REProDUCTioNS―（講談社、2007年4月17日第1刷発行）ISBN 978-4-06-364686-3
- MUTUALITY：CLAMP works in CODE GEASS（角川書店、2008年12月5日初版発行）ISBN 978-4-04-854286-9
- ALL ABOUT CLAMP（角川書店、2009年10月26日初版発行）ISBN 978-4-04-854404-7
- ツバサ原画集―ALBuM De REProDUCTioNS 2―（講談社、2009年11月13日第1刷発行）ISBN 978-4-06-364798-3
- こばと。イラスト&メモリーズ（角川書店、2011年10月19日初版発行）ISBN 978-4-04-854710-9
- xxxHOLiC 胡蝶ノ夢（講談社、2013年3月27日第1刷発行）ISBN 978-4-06-364914-7
- カードキャプターさくら 連載開始20周年記念 イラスト集（講談社、2016年3月22日第1刷発行）ISBN 978-4-06-364983-3
- CLAMP原画集 MEMORIES（講談社、2018年10月23日第1刷発行）ISBN 978-4-06-514179-3
- カードキャプターさくら展―魔法にかけられた美術館―（講談社、2018年10月26日第1刷発行）ISBN 978-4-06-513884-7
- CLAMP展公式画集 COLOR 白-SHIRO-（講談社、2024年8月5日第1刷発行）ISBN 978-4-06-536483-3
- CLAMP展公式画集 COLOR 黒-KURO-（KADOKAWA、2024年8月7日初版発行）ISBN 978-4-04-115338-3

### 脚本集
- 魔法騎士レイアース 脚本集・1（講談社、1995年10月31日第1刷発行）ISBN 4-06-330202-4
- 魔法騎士レイアース 脚本集・2（講談社、1995年11月30日第1刷発行）ISBN 4-06-330203-2
- 魔法騎士レイアース 脚本集・3（講談社、1995年12月18日第1刷発行）ISBN 4-06-330204-0
- 魔法騎士レイアース 脚本集・4（講談社、1996年1月30日第1刷発行）ISBN 4-06-330205-9

### 原案・原作・キャラクターデザイン
- スウィート・ヴァレリアン（講談社 2004年） - 原案・メインキャラクターデザイン
- コードギアス 反逆のルルーシュ（テレビアニメ 2006年 - 2007年） - キャラクターデザイン原案
- コードギアス 反逆のルルーシュR2（テレビアニメ 2008年） - キャラクターデザイン原案・エンディングイラスト
- 魍魎の匣（テレビアニメ 2008年） - キャラクターデザイン原案[11]
- 鉄拳6（PS3、PSP、Xbox 360版） - 風間仁のEXコスチュームデザイン
- 天才てれびくんMAX（2009年） - ガールズ通信社キャラクター・ハピ子 キャラクターデザイン
- BLOOD-C（2011年） - 原作・ストーリー・キャラクターデザイン原案[12]
- 劇場版 BLOOD-C The Last Dark（2012年） - 原作・ストーリー・キャラクターデザイン原案
- コードギアス 反逆のルルーシュ ナナリーinワンダーランド（2012年） - キャラクター原案
- コードギアス 亡国のアキト（2012年） - キャラクターデザイン原案
- MOONSAGA-義経秘伝-（原作/脚本/演出/主演：GACKT 企画協力/衣装コンセプトデザイン：CLAMP）[13]
- BLOOD-C The LAST MIND（2015年） - 原作
- カブキブ!（テレビアニメ 2017年） - アニメキャラクター原案
- 阿修羅少女～BLOOD-C異聞～（2017年） - 原作
- BLOOD-CLUB DOLLS 1（2018年） - 原作
- カードファイト!! ヴァンガード overDress（テレビアニメ 2021年） - キャラクターデザイン原案[14]
- カードファイト!! ヴァンガード will+Dress（テレビアニメ 2022年） - キャラクターデザイン原案[15]
- グリム組曲（Webアニメ 2024年） - キャラクター原案[16]
- コードギアス 奪還のロゼ（OVA 2024年） - キャラクターデザイン原案[17]

### CD・DVD
- CLAMP IN WONDERLAND（アニメイトフィルム 1994年）
- 15th Anniversary CD & DVD BOX CLAMPAZAR 〜クランパザール〜
  - （ビクターエンタテインメント 2005年3月30日 VIZL-131 CD3枚+DVD1枚の4枚組）
- CLAMP IN WONDERLAND 2 1995-2006（2007年）

### エッセイ
- いがらし寒月のしまりすのほおぶくろ（角川書店『月刊ニュータイプ』連載）

### インターネットラジオ
- 小麦粉砦の四市民（CLAMP-PLA.NET 2006年 - 2008年8月）

### その他出版物
- CLAMP学園電子分校（シェルティ、カルチュア・パブリッシャーズ、ピーエーピー 1997年-1999年）
- CLAMPもこなのオキモノキモノ（河出書房新社 2007年）
- インターネットラジオMAGAZINE 小麦粉砦の四市民（講談社 2007年）
- クラスターCDブック（新紀元社、著・秋山たまよ、CLAMP）

## 展覧会
- CLAMP展、国立新美術館 2024年7月3日 - 9月23日[18]

## エピソード
- メンバー全員が『ジョジョの奇妙な冒険』の大ファンで、原作者の荒木飛呂彦とCLAMPのメンバーである猫井椿の対談[19]などの交流もある。
- メンバーや関係者との連絡用にサイボウズのグループウェア使用[20]。2016年にはサイボウズからインタビューを受け、CLAMP直筆サイン入りなかよし60周年記念版『カードキャプターさくら』1巻のプレゼント企画が実施された[21]。